# Llengües del Togo
Al Togo, estat amb 6.191.000 habitants, hi ha llistades 42 llengües, totes vives. D'aquestes, hi ha cinc llengües que tenen estatus institucional, 18 que estan desenvolupades, 17 que gaudeixen d'un ús vigorós i 2 que es troben en problemes. El francès és la llengua oficial nacional del país. Tot i això, el 1975 es va establir les dues llengües indígenes més parlades del país com llengües nacionals: l'ewe i el kabiyé.
A sud del Togo, les llengües de treball són el dialecte mina de la llengua ewe que es parla a Lomé, el mobaa, el tem i el fula. La majoria de les llengües del Togo es poden dividir en dos grups lingüístics: les llengües gurs que es parlen sobretot al nord del país i les llengües kwa, que es parlen al sud. Les dues llengües nacionals estan regionalitzades: al sud és l'ewe (entre Lomé i Blitta i el kabiyé és la del nord.
Els sords-muts són educats en la llengua de signes americana que va ser introduïda pel missioner sord Andrew Foster.

## Política lingüística
En el moment de la independència del Togo es va elegir el francès, que havia estat introduït durant l'època de la Togolàndia francesa. El 1975 el president Eyadéma va atorgar estatus de llengües nacionals a l'ewe i al kabiye.

## Llengua oficial nacional
El francès és la llengua oficial nacional del Togo segons l'article 3 de la Constitució dedicat a l'estatut de la llengua nacional de 1992. El 1993, tanmateix, només hi havia 3.000 persones que tenien el francès com a llengua materna.
Segons la Délégation générale à la langue française et aux langues de France, el 30% dels togolesos coneixen el francès a nivell laboral i aquest coneixement tendeix a augmentar degut a l'educació, que promou l'expansió d'aquesta llengua. Segons Isabell Anzorge, tot i que és una llengua importada, el francès està sent assumit com a part de la identitat togolesa i té un paper important en la integració de les diferents realitats culturals del país. Aquesta afirma l'existència d'un dialecte francès que ha esdcevingut una eina important en la comunicació de la majoria dels togolesos, tant els que han rebut ensenyament reglat com els que no ho han fet.

## Llengües institucionals

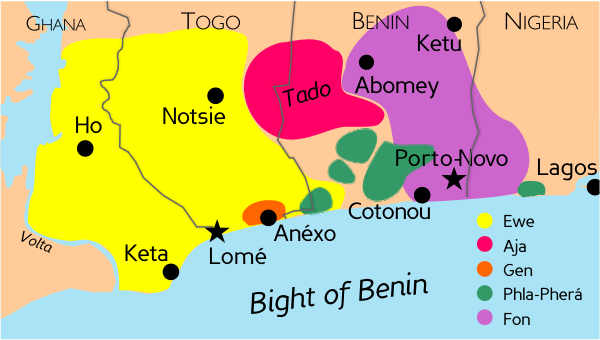
Mapa de la distribució de les diferents llengües gbe

A banda del francès, al Togo hi ha quatre llengües més que tenen consideració institucional. Aquestes són l'ewe (862.000 parlants a Togo), el gen (201.000 parlants al Togo), el kabiyè (700.000 parlants en el país) i el tem (204.000 parlants a Togo).

## Llengües desenvolupades
Les 18 llengües desenvolupades (EGIDS 5) del Togo no tenen consideració oficial, però sí que estan normalitzades i estandarditzades. Aquestes són llengües i els parlants només al país:
- Adele (16.300 parlants)
- Aja (153.500 parlants)
- Anufo (57.800 parlants)
- Ditammari (27.500 parlants)
- Fon (35.500 parlants)
- Fulfulde, Borgu (48.200 parlants)
- Gourmanchéma (121.000 parlants)
- Ifè (102.000 parlants)
- Igo (6.000 parlants)
- Ikposo (155.000)
- Konkomba (50.100)
- Lama (llengua) (117.000)
- Lukpa (13.600)
- Miyobe (1.700)
- Moba (189.000)
- Nawdm (146.000)
- Ngangam (46.000)
- Ntcham (100.000)

## Llengües vigoroses
Al Togo hi ha 17 llengües que, tot i que no estan estandarditzades gaudeixen d'un ús vigorós (EGIDS 6a) i són parlades per persones de totes les generacions i per això estan fora de perill:
- Aguna
- Akaselem (47.500 parlants)
- Akebu (56.400)
- Anii (12.300)
- Bago-Kusuntu (7.500)
- Biali (2580)
- Bissa (12.000)
- Gbe, maxi (25.300)
- Gbe, waci (366.000)
- Gbe, xwla occidental (21.000)
- Ginyanga (12.000)
- Kpessi (4.000)
- Kusaal (1.200)
- Mbelime (2.300)
- Mòoré (19.700)
- Nago Septentrional (40.000)
- Wudu (2.000)

## Llengües en perill
A més a més, al Togo hi ha dues llengües que estan en perill (EGIDS 6b):
- Adangbe (2.000 parlants)
- Delo (5.40)